# Gnamptogenys continua
Gnamptogenys continua é uma espécie de formiga do gênero Gnamptogenys.